# Nutkanski pačempres
Nutkanski pačempres (lat. Callitropsis nootkatensis), oko 40 metara visoko stablo iz porodice čempresovki uključivano nekloliko rodova, u monotipski rod Callitropsis, kao i Xanthocyparis, Chamaecyparis, Cupressus, Thuja i Thujopsis. 
Nutkanski pačempres rasprostranjen je na sjeverozapadnoj obali Sjeverne Amerike, od uvale uvale Prince William na Aljaski do planina Siskyou Mountains na jugu u Kaliforniji, blizu granice s Oregonom. Ime vrste dolazi po tamošnjim plemenima Indijanaca Nootka.
Drvo je otporno na mraz, štetnike i gradska onečišćenja, pogodno za izradu namještaja. Krošnja mu je piramidalna, korijenski sustav relativno plitak, kora tanka, crvenkasatosmeđa do tamnosiva. Okruglasti češeri su u promjeru oko 1 cm.

## Vanjske poveznice
|  | Zajednički poslužitelj ima još gradiva o temi Callitropsis nootkatensis |
|  | Wikivrste imaju podatke o taksonu Callitropsis nootkatensis             |